# Engolasters
Engolasters is een plaats in de Andorrese parochie Escaldes-Engordany, in zuidoostelijk Andorra. De plaats ligt op ongeveer twee kilometer ten oosten van Andorra la Vella en ongeveer een halve kilometer ten oosten van Escaldes. Het dorp ligt aan slingerweg met haarspeldbochten op een berghelling op een hoogte van 1504 meter.
Nabij het dorp staan de zendmasten van het voormalige radiostation Radio Andorra.

## Bezienswaardigheid

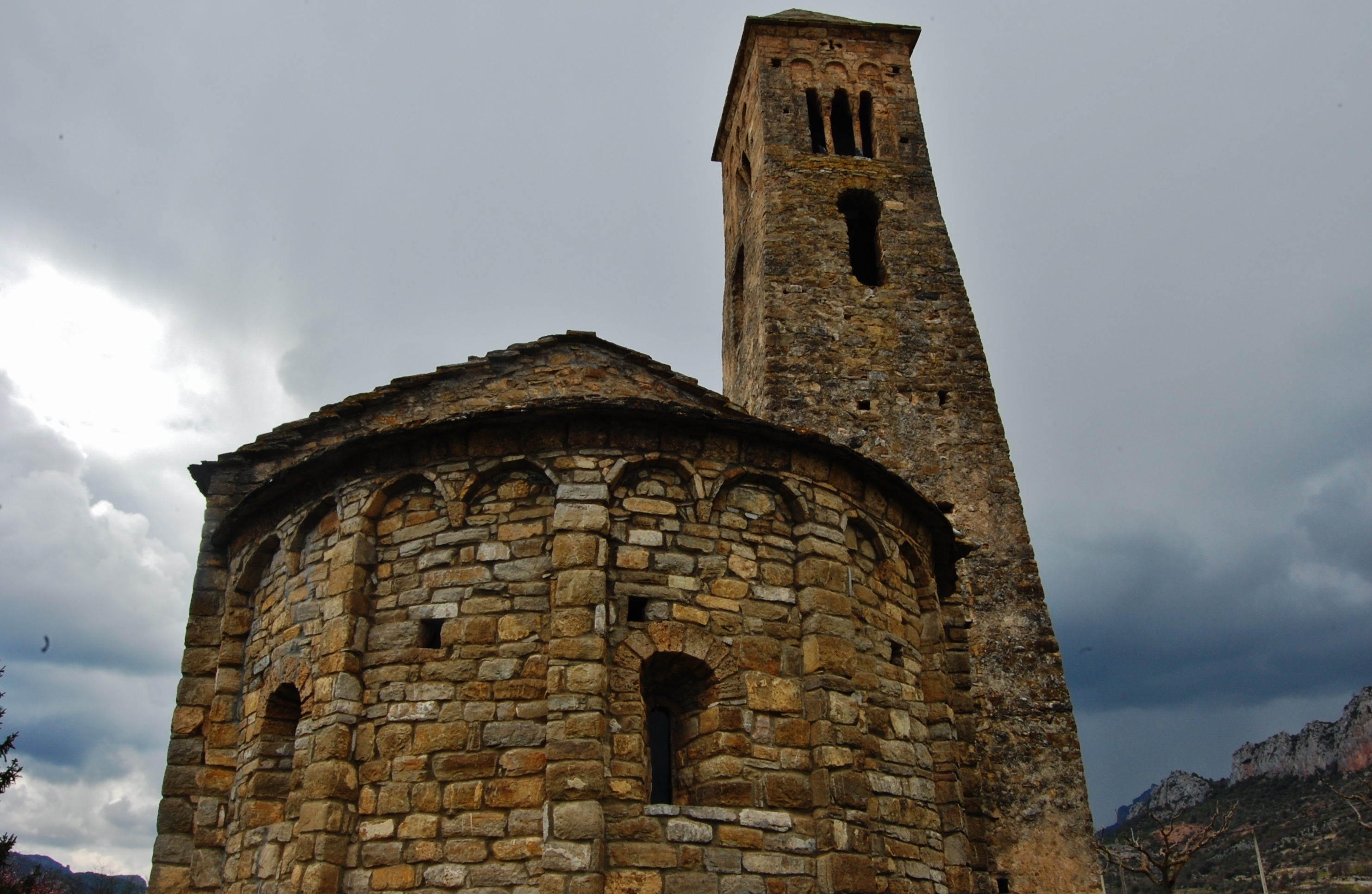
Sint-Michaëlskerk

- Sint-Michaëlskerk